# Finala Campionatului Mondial al Cluburilor FIFA 2006
Finala Campionatului Mondialal Cluburilor FIFA 2006 s-a jucat pe International Stadium, Yokohama, Japonia pe 17 decembrie 2006.
Meciul s-a jucat între echipa braziliană Internacional și cea spaniolă FC Barcelona.  Internacional a câștigat cu 1–0, după un contraatac condus de Iarley și un gol înscris de Adriano în minutul 82,într-un meci urmărit de 67,128 oameni. Deco a fost numit omul meciului.

## Detalii
| Internacional | 1 – 0   | Barcelona |
| ------------- | ------- | --------- |
| Adriano 82'   | Cronică |           |

| Internacional | Barcelona |

| INTERNACIONAL: |    |                     |     |     |
|                |    |                     |     |     |
| GK             | 1  | Clemer              |     |     |
| DF             | 2  | Ceará               |     |     |
| DF             | 3  | Índio               | 45' |     |
| DF             | 4  | Fabiano Eller       |     |     |
| MF             | 5  | Wellington Monteiro |     |     |
| MF             | 7  | Alex                |     | 46' |
| MF             | 8  | Edinho              |     |     |
| MF             | 9  | Fernandão (c)       |     | 76' |
| MF             | 10 | Iarley              | 93' |     |
| FW             | 11 | Alexandre Pato      |     | 61' |
| DF             | 15 | Rubens Cardoso      |     |     |
| Rezerve:       |    |                     |     |     |
| GK             | 12 | Renan               |     |     |
| GK             | 22 | Marcelo Boeck       |     |     |
| DF             | 6  | Martín Hidalgo      |     |     |
| DF             | 13 | Ediglê              |     |     |
| MF             | 14 | Fabinho             |     |     |
| FW             | 16 | Adriano             | 84' | 76' |
| MF             | 17 | Fabián Vargas       |     | 46' |
| FW             | 18 | Luiz Adriano        |     | 61' |
| MF             | 19 | Léo                 |     |     |
| MF             | 20 | Perdigão            |     |     |
| DF             | 21 | Élder Granja        |     |     |
| FW             | 23 | Michel              |     |     |
| Antrenor:      |    |                     |     |     |
| Abel Braga     |    |                     |     |     |

| BARCELONA:     |    |                          |     |     |
|                |    |                          |     |     |
| GK             | 1  | Víctor Valdés            |     |     |
| MF             | 3  | Thiago Motta             | 55' | 59' |
| DF             | 4  | Rafael Márquez           |     |     |
| DF             | 5  | Carles Puyol (c)         |     |     |
| FW             | 7  | Eiður Guðjohnsen         |     | 88' |
| FW             | 8  | Ludovic Giuly            |     |     |
| FW             | 10 | Ronaldinho               |     |     |
| DF             | 11 | Gianluca Zambrotta       |     | 46' |
| DF             | 12 | Giovanni van Bronckhorst |     |     |
| MF             | 20 | Deco                     |     |     |
| MF             | 24 | Andrés Iniesta           |     |     |
| Rezerve:       |    |                          |     |     |
| GK             | 25 | Albert Jorquera          |     |     |
| GK             | 28 | Rubén                    |     |     |
| DF             | 2  | Juliano Belletti         |     | 46' |
| MF             | 6  | Xavi Hernández           |     | 59' |
| MF             | 15 | Edmílson                 |     |     |
| DF             | 16 | Sylvinho                 |     |     |
| FW             | 18 | Santiago Ezquerro        |     | 88' |
| DF             | 21 | Lilian Thuram            |     |     |
| FW             | 22 | Javier Saviola           |     |     |
| DF             | 23 | Oleguer Presas           |     |     |
| FW             | 31 | Giovani dos Santos       |     |     |
| MF             | 32 | Marc Crosas              |     |     |
| Antrenor:      |    |                          |     |     |
| Frank Rijkaard |    |                          |     |     |

| Arbitrii asistenți: Carlos Pastrana Leonel Leal Arbitru: Mohamed Salleh Subkhiddin |

## Statistici
|                     | Internacional | Barcelona |
| ------------------- | ------------- | --------- |
| Goluri marcate      | 1             | 0         |
| Lovituri            | 9             | 14        |
| Lovituri pe poartă  | 2             | 6         |
| Posesia mingii      | 41%           | 59%       |
| Actual playing time | 23 minute     | 32 minute |
| Cornere             | 2             | 11        |
| Free kicks at goal  | 0             | 2         |
| Fault-uri comise    | 25            | 15        |
| Offside-uri         | 5             | 1         |
| Cartonașe galbene   | 3             | 1         |
| Cartonașe roșii     | 0             | 0         |